# Hel (Halbinsel)
Hel (polnisch auch Półwysep Helski, Mierzeja Helska; kaschubisch Hélskô Sztremlëzna; deutsch Halbinsel Hela, Putziger Nehrung) ist eine 34 Kilometer lange Landzunge in der Woiwodschaft Pommern in  Polen. Sie ist nur etwa halb so lang wie die Frische Nehrung, hat jedoch deutlich mehr Einwohner als diese.

## Geographie
Die Halbinsel, die etwa 20 Kilometer nördlich von Danzig liegt und zum Landstrich Kaschubien zählt, trennt die Danziger Bucht teilweise von der Ostsee und bildet dabei die Putziger Bucht (Zatoka Pucka). Die Landzunge ist zwischen 200 Metern und drei Kilometer breit und wird meerwärts vor der Brandung durch drei bis zu 25 Meter hohe Dünenreihen geschützt. Ihre schmalsten Stellen hat die Landzunge bei Władysławowo (Großendorf) und Kuźnica (Kußfeld).

## Orte
Orte auf der Halbinsel Hel sind:
- Hel (deutsch Hela)
- Jurata (Helaheide)[2]
- Jastarnia (Heisternest)
- Kuźnica (Kussfeld)
- Chałupy (Ceynowa)

## Geschichte
Die Halbinsel entstand aus einer Kette von kleinen Inseln, die sich bis zum 18. Jahrhundert hier befanden. Nach und nach schlossen sich durch die Strömung die Lücken zwischen den Inseln mit Dünen. Damit stellt die Halbinsel Hela eine Nehrung dar, wie sie für eine Ausgleichsküste dieses Teils der Ostsee typisch ist. Im Gegensatz zur Frischen und zur Kurischen Nehrung war aber die dahinter liegende Danziger Bucht zu groß, als dass sie wie ein Haff fast vollständig von der Ostsee hätte abgetrennt werden können.

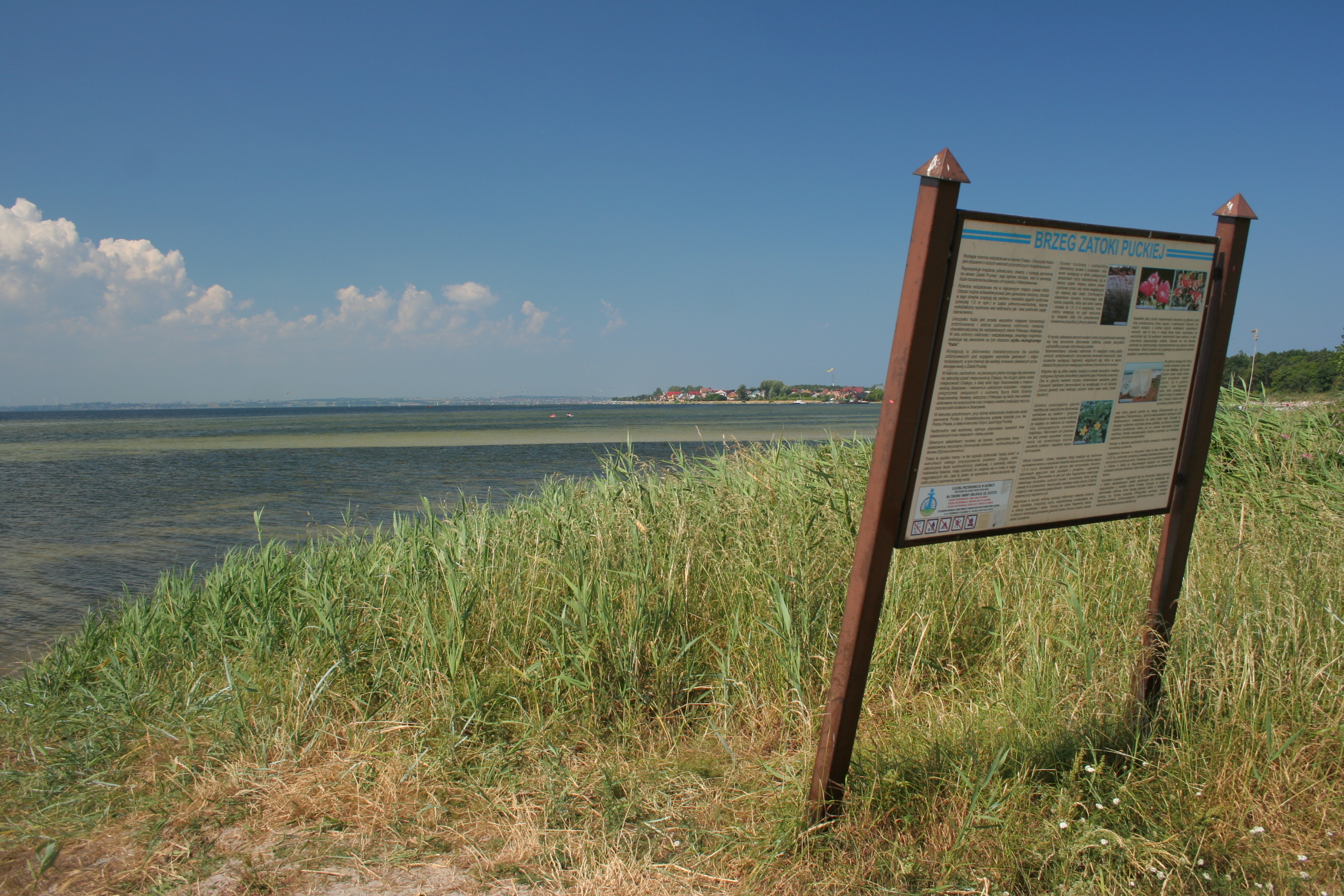
Putziger Bucht bei Kuźnica

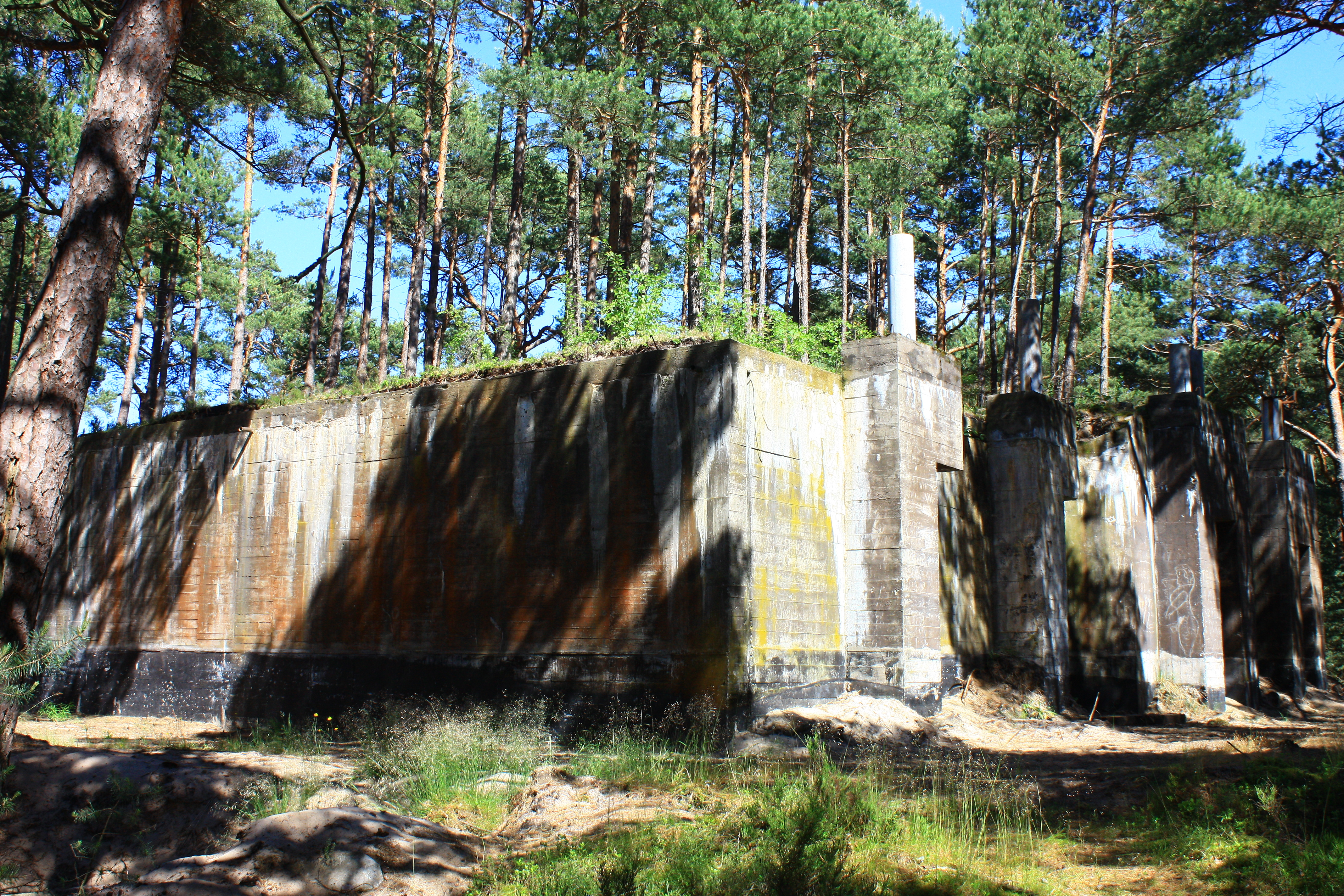
Ehemalige Bunkeranlagen

Die Halbinsel Hela liegt in der Landschaft Pomerellen, die in älterer Zeit zum Herzogtum Pommern gehört hatte, als dieses im Osten noch bis an die Weichsel ausgedehnt war. Als Teil Pomerellens kam die Landzunge durch die Verträge von Soldin (1309) und von Kalisch (1343) unter die Hoheit des Deutschordensstaats. Mit einer Urkunde vom 17. August 1378 verlieh Winrich von Kniprode, damals Hochmeister des Deutschen Ordens auf der Marienburg, der größten Ortschaft auf der Halbinsel, seinerzeit Heyle genannt, Stadtrecht, und zwar zu Lübischem Recht.
Die Stadt Hela schloss sich 1440 dem Preußischen Bund an und gehörte seit 1457 zur autonomen Stadtrepublik Danzig, die sich 1454 vom Deutschen Orden losgesagt und freiwillig der Schirmherrschaft des polnischen Königs Kasimir IV. unterstellt hatte. Im Rahmen der Ersten Teilung Polen-Litauens 1772 kam die Halbinsel an das Königreich Preußen, zu dem sie bis 1808 und von 1814 bis 1919 als Teil der Provinz Westpreußen gehörte. In der Zeit zwischen 1808 und 1814 war das komplette Gebiet der Halbinsel Hela Territorium der napoleonischen Republik Danzig.
Im Jahr 1836 kam es auf Hela zu einem der letzten Vorfälle von Hexenwahn: Eine vermeintliche Hexe wurde von den Fischern der Halbinsel der Wasserprobe unterworfen und, da sie nicht sank, gewaltsam ertränkt.
Für die beidseitige Strandaufsicht auf der Halbinsel Hela waren im Jahr 1875 vier Strandvogteien zuständig:
1. Strandvogtei Hela, für den Bereich von der Helaer Spitze bis zum Leuchtturm von Danziger Heisternest
2. Strandvogtei Putziger Heisternest, für den Bereich vom Leuchtturm von Danziger Heisternest bis Kussfeld
3. Strandvogtei Ceynowa, für den Bereich von Kussfeld bis zum Erlenbusch, genannt Olschin, auf der Mitte zwischen Großendorf und Ceynowa
4. Strandvogtei Großendorf, für den Bereich vom Erlenbusch bis Großendorf bzw. Rixhöft

Jede dieser Strandvogteien unterstand einem eigenen Strandaufseher.
Aufgrund der Bestimmungen des Friedensvertrages von Versailles musste die Halbinsel nach dem Ersten Weltkrieg zur Einrichtung des Polnischen Korridors an die Zweite Polnische Republik abgetreten werden. Beim deutschen Überfall auf Polen gehörte das „Befestigte Gebiet Hela“ zu den am längsten und heftigsten umkämpften Kriegsschauplätzen. Während ihrer Belagerung (9. September bis 2. Oktober 1939) verlor die angreifende deutsche Luftwaffe rund 50 Flugzeuge. Nach der Kapitulation Polens wurde die Halbinsel völkerrechtswidrig vom Deutschen Reich annektiert und dem Reichsgau Danzig-Westpreußen angegliedert.
Bei Ende des Zweiten Weltkrieges war die Halbinsel ab März 1945 letzter Zufluchtsort von deutschen Einheiten und Zivilflüchtlingen, da die langgestreckte, aber nur ein bis zwei Kilometer breite Halbinsel militärisch leicht zu verteidigen war. Die beiden Häfen für Fischerei und Kriegsmarine in Hela waren zugleich die letzte Möglichkeit für die Evakuierung militärischer Angehöriger, Verwundeter und Zivilflüchtlinge auf dem Seeweg. Daher flohen bereits im März über 100.000 deutsche Zivilisten nach Hela, im April kamen weitere 265.000 hinzu. Am 4./5. April 1945 wurden beim „Unternehmen Walpurgisnacht“ ca. 30.000 Menschen von der Oxhöfter Kämpe auf die Halbinsel Hela evakuiert. Flüchtlinge und Soldaten lagerten in den Wäldern und Dünen Helas unvorstellbar dicht zusammengedrängt.
Andauernde sowjetische Luftangriffe forderten hier zahlreiche Todesopfer und erschwerten auch die Schiffstransporte auf das äußerste. Die nächtliche Torpedierung des von Hela am 16. April 1945 abgehenden Frachters Goya mit schätzungsweise über 7000 Flüchtlingen und 200 Angehörigen eines Panzerregiments war eine der größten Schiffskatastrophen des Zweiten Weltkriegs. Im Monat April konnten 387.000 Menschen von Hela evakuiert werden. Der letzte Transport mit dem Zerstörer Z 14 Friedrich Ihn verließ die Halbinsel kurz vor Inkrafttreten der bedingungslosen Kapitulation am 8. Mai 1945. Bei Eintritt der Waffenruhe befanden sich noch etwa 60.000 Flüchtlinge und Soldaten auf Hela. Am Abend des 9. Mai legte im Hafen von Hela ein von Danzig gekommenes Fährschiff mit russischen Offizieren an. Hela wurde damit ein leicht zu überwachendes Kriegsgefangenenlager. Die deutschen Kriegsgefangenen wurden später nach Osten abtransportiert. Die meisten der verbliebenen deutschen Einwohner wurden vertrieben.
Zur Zeit der Volksrepublik Polen waren Teile der Halbinsel militärisches Sperrgebiet und durften nicht betreten werden. Nach der Aufhebung der Sperrzone entwickelt sich hier der Tourismus stürmisch. Am 9. Juli 2011 fand ein deutsch-polnisches Gipfeltreffen auf Hel statt.

## Tourismus

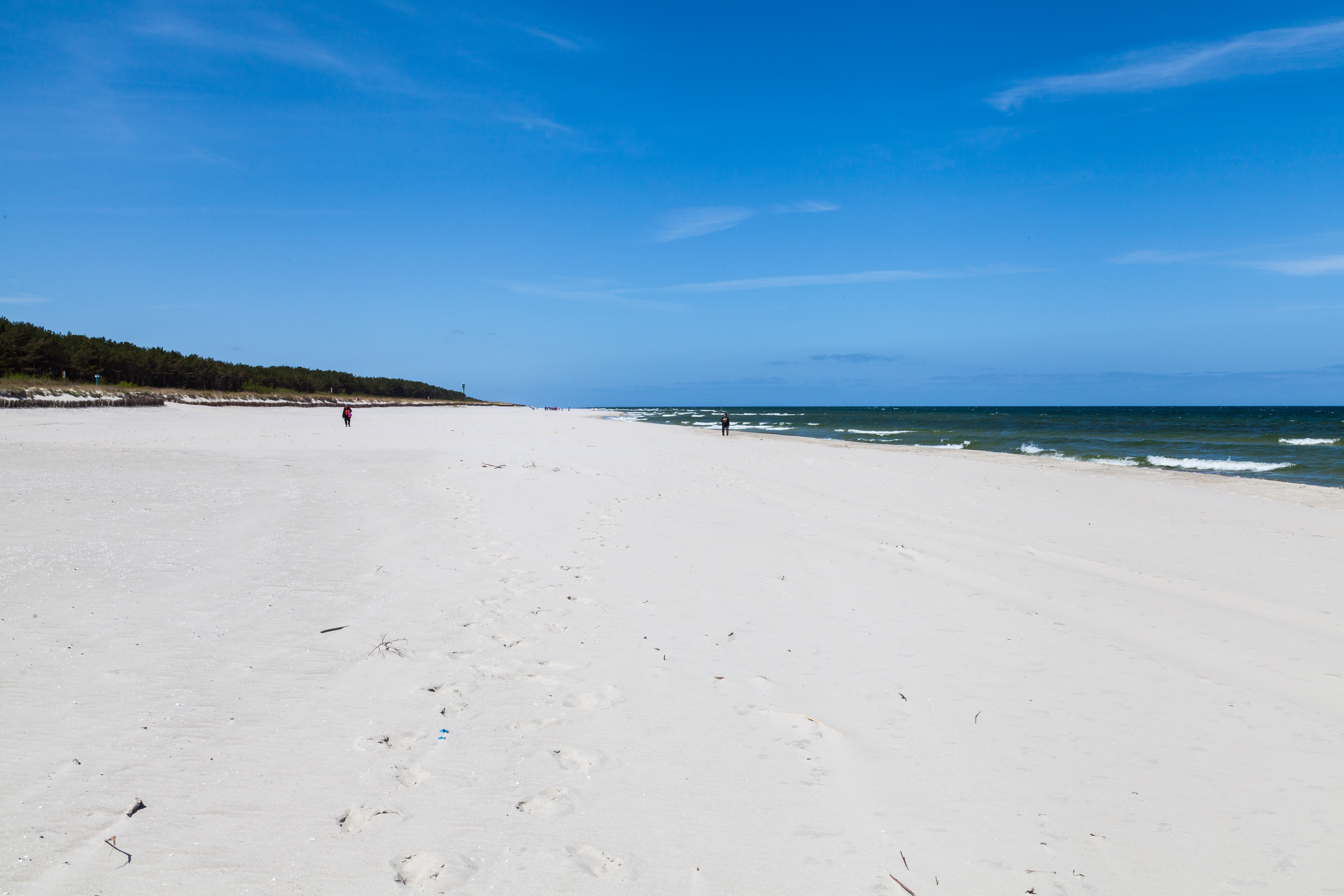
Sandstrand bei Jurata

Die Halbinsel ist durch die Bahnstrecke Reda–Hel erschlossen, die alle Orte der Halbinsel mit der Dreistadt Gdynia/Sopot/Gdańsk (Gdingen/Zoppot/Danzig) und in der Ferienzeit mit weiteren polnischen Städten verbindet.
Die Halbinsel ist von Danzig mit Personenschiffen zu erreichen. Saisonal fahren drei Fähren am Tag; Fahrzeit sind rund zwei Stunden. Fahrräder können mitgenommen werden. Die gesamte Länge der Halbinsel ist mit einem Radweg erschlossen. Beliebt ist die Halbinsel bei Tauchern und Kitesurfern.
Die Halbinsel besitzt zwei Strände mit jeweils eigenem Charakter und Mikroklima. Der breitere Strand liegt im Norden, der schmalere, aber häufig wärmere zur Zatoka Pucka hin.
Im Kurort Jurata hat der polnische Präsident seine Sommerresidenz, in der bereits zahlreiche Staatsoberhäupter aus aller Welt empfangen worden sind. Das Gelände umfasst eine Schutzzone mit einem ca. 2 km langen Streifen entlang des Strandes, der für die Öffentlichkeit gesperrt ist.
Seit 2006 gibt es im Museum der Küstenverteidigung die Möglichkeit, die militärische Geschichte von Hel und die Geschichte der Kriegsmarine kennen zu lernen. Hier befindet sich auch die Feldbahn Hel, eine zum Teil noch militärisch genutzte Schmalspurbahn mit touristischem Betrieb.